# Station Lipowa Śląska
Station Lipowa Śląska is een spoorwegstation in de Poolse plaats Lipowa.